# Unité urbaine de Honfleur
L'unité urbaine de Honfleur est une unité urbaine française inter-départementale centrée sur la ville de Honfleur, dans le Calvados et la région Normandie.

## Données générales
En 2010, selon l'INSEE, l'unité urbaine était composée de dix communes.
En 2020, à la suite d'un nouveau zonage, elle est composée de douze communes, les communes de Fourneville et Quetteville ayant été ajoutées au périmètre. 
En 2022, avec 21 202 habitants, elle occupe le 16e rang dans la région Normandie, après l'unité urbaine de Flers (15e rang régional) et avant l'unité urbaine de Barentin (17e rang régional).

## Délimitation de l'unité urbaine en 2020
Elle est composée des douze communes suivantes :
| Nom                      | Code Insee | Département | Statut       | Superficie (km2) | Population (dernière pop. légale) | Densité (hab./km2) | Modifier                                    |
| ------------------------ | ---------- | ----------- | ------------ | ---------------- | --------------------------------- | ------------------ | ------------------------------------------- |
| Honfleur                 | 14333      | Calvados    | ville-centre | 13,67            | 6 751 (2022)                      | 494                | modifier les données · modifier les données |
| Beuzeville               | 27065      | Eure        | ville-centre | 23,25            | 4 697 (2022)                      | 202                | modifier les données · modifier les données |
| Ablon                    | 14001      | Calvados    | banlieue     | 12,00            | 1 177 (2022)                      | 98                 | modifier les données · modifier les données |
| Équemauville             | 14243      | Calvados    | banlieue     | 5,98             | 1 557 (2022)                      | 260                | modifier les données · modifier les données |
| Fourneville              | 14286      | Calvados    | banlieue     | 6,86             | 478 (2022)                        | 70                 | modifier les données · modifier les données |
| Genneville               | 14299      | Calvados    | banlieue     | 9,36             | 819 (2022)                        | 88                 | modifier les données · modifier les données |
| Gonneville-sur-Honfleur  | 14304      | Calvados    | banlieue     | 8,50             | 855 (2022)                        | 101                | modifier les données · modifier les données |
| Quetteville              | 14528      | Calvados    | banlieue     | 10,32            | 398 (2022)                        | 39                 | modifier les données · modifier les données |
| La Rivière-Saint-Sauveur | 14536      | Calvados    | banlieue     | 5,39             | 2 535 (2022)                      | 470                | modifier les données · modifier les données |
| Fatouville-Grestain      | 27233      | Eure        | banlieue     | 10,26            | 710 (2022)                        | 69                 | modifier les données · modifier les données |
| Fiquefleur-Équainville   | 27243      | Eure        | banlieue     | 9,80             | 743 (2022)                        | 76                 | modifier les données · modifier les données |
| Manneville-la-Raoult     | 27384      | Eure        | banlieue     | 7,37             | 482 (2022)                        | 65                 | modifier les données · modifier les données |

## Démographie
| 1968   | 1975   | 1982   | 1990   | 1999   | 2008   | 2013   | 2019   |
| ------ | ------ | ------ | ------ | ------ | ------ | ------ | ------ |
| 17 031 | 16 973 | 17 172 | 17 860 | 18 593 | 20 485 | 21 469 | 21 301 |